# Шеснаеста српска бригада НОВЈ
Шеснаеста српска народноослободилачка бригада је формирана у првој половини јуна 1944. у Дворану код Крушевца од Расинског одреда, једног батаљона Топличког одреда и новодошлих бораца, укупно око 350 људи распоређених у четири батаљона. Дејствовала је под непосредном командом Главног штаба Србије до 21. јуна 1944. кад је ушла у састав 25. дивизије.

## Ратни пут бригаде
До средине јула 1944, водила је оштре борбе против немачко-бугарских окупаторских јединица и четника у долини Западне Мораве, у Расини, Жупи, на планини Јастрепцу и у Топлици, а затим је под притиском јачких непријатељских снага принуђена да се, заједно са осталим јединицама 25. дивизије, повуче преко Јабланице у правцу Гњилана. Притом је бригада водила тешке борбе против немачких тенковских јединица у Јанковој клисури, против четника и бугарских снага на Арбанашкој планини, Црном врху и на Кукавици и против албанских квислиншких формација на Китки и код села Лајчића.
Ноћу 28./29. јула у саставу 25. дивизије, код железничке станице Лепеница, бригада се пребацила на десну обалу Јужне Мораве, у шири рејон села Криве Феје и Црне Траве, одакле је почетком августа, заједно са деловима 22. дивизије нападала комуникације између Врања и Лесковца. Учествовала је у нападу на бугарске посаде у Крушевици и Доњој Лопушњи 9. и 10. августа, затим у разбијању четничке Сврљишке бригаде на планини Тресибаби и у нападу на бугарску посаду у Сврљигу 19. августа. Затим је водила борбе око Бољевца 26. и 27. августа, па се почетком септембра пребацила преко планина Велика и Мала Крша и Дели Јована у рејон Доњег Милановца и Брзе Паланке. Ноћу 11./12. септембра, напала је немачко-квислиншку посаду и заузела ушће Поречке реке у Дунав, а потом је у саставу 25. дивизије учествовала у борбама против снага немачке корпусне групе „Штетнер“ у рејону Доњег Милановца и села Клокочевца.
На планини Мирочу повезала се, 24. септембра 1944, са снагама 109. пука 113. стрељачке дивизије Црвене армије, а затим се истакла у оштрим борбама против делова немачке Прве брдске дивизије и дивизије „Бранденбург“ на правцу Неготин-Пожаревац. Крајем октобра, бригада је попуњена новим људством у Неготину, а средином новембра пребачена је на сектор Краљева и заједно с јединицама 25. дивизије, Друге пролетерске дивизије и 223. стрељачке дивизије Црвене армије и учествовала у ослобођењу Краљева 28. новембра 1944. године. У децембру 1944. дејствовала је на простору Чачак, Ариље, Пожега, а крајем месеца пребацила се у саставу 25. дивизије код Зворника преко Дрине у источну Босну, где се од 7. јануара до 18. фебруара 1945. истакла у борбама против немачке 22. пешадијске дивизије на сектору Власеница-Зворник. У завршним операцијама за ослобођење Југославије водила је борбе против јединица немачке 7. СС дивизије „Принц Еуген“, усташа и четника у долини реке Босне од 9. до 14. маја 1945, као и у борбама за ослобођење Загреба.
Одликована је Орденом заслуга за народ.